# Іванівка (Рожищенська міська громада)
Іва́нівка — село в Україні, у Луцькому районі Волинської області. Входить до складу Рожищенської міської громади. Населення становить 287 осіб.

## Історія
Стара історична назва села — Янівка (до 1946 року), місцеві жителі називають його так і сьогодні. Колишнє містечко, постало завдяки шляхтичу Миколаю Єло-Малинському — сину унійного єпископа Остафія Єло-Малинського і княжни з роду Друцьких-Любецьких. В 1832 р. Янівський бернардинський монастир закрили, приміщення передали православним.
12 червня 2020 року, згідно з розпорядженням Кабінету Міністрів України  № 708-р, село увійшло до складу Рожищенської міської громади.
19 липня 2020 року, в результаті адміністративно-територіальної реформи та ліквідації Рожищенського району, село увійшло до складу новоутвореного Луцького району.

## Населення
Згідно з переписом УРСР 1989 року чисельність наявного населення села становила 341 особа, з яких 154 чоловіки та 187 жінок.
За переписом населення України 2001 року в селі мешкали 283 особи.

### Мова
Розподіл населення за рідною мовою за даними перепису 2001 року:
| Мова       | Відсоток |
| ---------- | -------- |
| українська | 98,61 %  |
| російська  | 1,39 %   |

## Пам'ятки
- Петропавлівська церква, побудована в 1629 році за сприяння Миколая Єло-Малинського.